# Ligularia przewalskii
Espèce
Synonymes
- Senecillis przewalski (Maxim.) Kitam.[2] [1]
- Senecio przewalskii Maxim.[2] [1] [3]

Ligularia przewalskii, la Ligulaire de Chine ou Ligulaire de Przewalski, est une espèce de plante à fleurs de la famille des Astéracées.
C'est une plante ornementale.